# TOFAŞ
TOFAŞ (acrónimo de Türk Otomobil Fabrikası A.Ş.) es un fabricante turco de automóviles. Su fábrica se encuentra situada en la ciudad de Bursa, en el Anatolia. Es fruto de una joint venture entre el turco Grupo Koç y Fiat Auto, fabricando desde 1968 vehículos bajo licencia Fiat.

## Producción
TOFAŞ produce automóviles para Fiat y Fiat Professional, así como para otras casas automovilísticas.

### Producción actual
Actualmente produce con marca Fiat:
- Fiat Palio[7]
- Fiat Albea[7]
- Fiat Linea[7]
- Fiat Qubo[8]

Con marca Fiat Professional:
- Fiat Fiorino[7]
- Fiat Doblò[7]
- Fiat Doblò (2009)[7]

Y para otras marcas:
- Peugeot Bipper[7]
- Citroën Nemo[7]
- Opel Combo/Vauxhall Combo[9][10]
- RAM Doblò[11]

### Producción pasada
En el pasado la fábrica ha producido los siguientes modelos :
- Fiat 124
- Fiat 131
- Fiat Regata
- Fiat Tipo
- Fiat Tempra
- Fiat Uno
- Fiat Marea